# Timothy Michael Healy

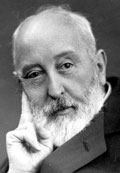
Timothy Michael Healy

Timothy "Tim" Michael Healy (irisch Tadhg Ó hÉalaighthe) (* 17. Mai 1855 in Bantry, County Cork, Irland; † 26. Mai 1931 in Chapelizod, County Dublin) war ein irischer Politiker.

## Biografie
Tim Healy begann seine politische Laufbahn als Sekretär des Stadtverbands von Newcastle der britischen Home Rule Assoziation, die 1870 vom Rechtsanwalt Isaac Butt in Manchester gegründet wurde. 1878 wurde er in London Journalist bei der Tageszeitung "The Nation" und schrieb für diese eine wöchentliche Kolumne über das Wirken der Nationalist Party unter Charles Stewart Parnell im britischen Unterhaus.

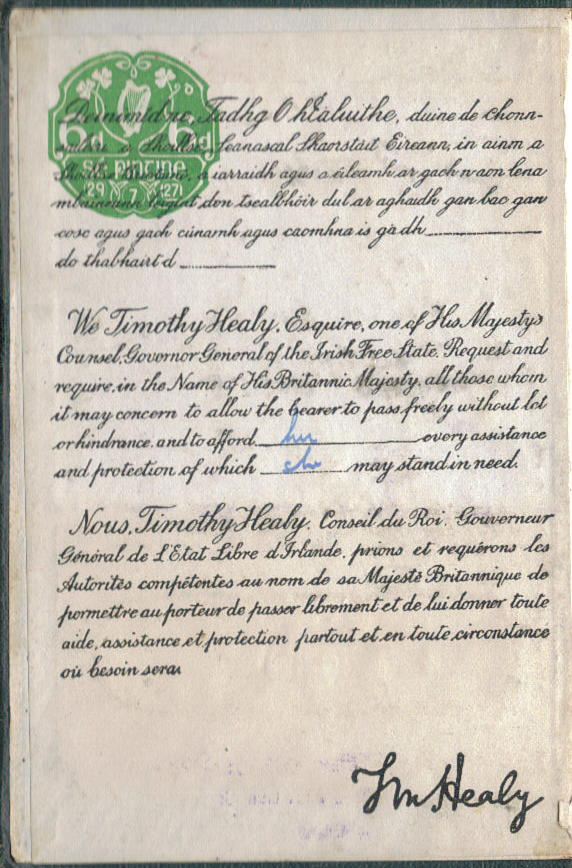
Unterschrift Healys in einem Dekret über den Reisepass des Irischen Freistaats (1927)

Nach seiner Freilassung aus der Haft wegen seiner Teilnahme an gewalttätigen Aktionen der Irish Land League wurde er 1880 als Vertreter der Nationalist Party zum Abgeordneten des Unterhauses gewählt, in dem er den Wahlkreis Wexford vertrat. Dabei machte er sich schnell einen Namen als Redner und für seine Kenntnis der umfangreichsten Gesetzgebungsverfahren des Parlaments. Dabei wurde er zu einem anerkannten Fachmann zur Frage Irlands und Namensgeber der sogenannten „Healy-Klausel“ im Land Act von 1881, durch die Pächter von Farmen vor der Erhöhung des Pachtzinses durch die Grundbesitzer geschützt wurden.
Dadurch wurde er nicht nur in Südirland populär, sondern führte auch zu Stimmengewinnen seiner Partei in der protestantischen Provinz Ulster. 1886 kam es zum Bruch mit Parnell. Er blieb jedoch der Irish Nationalist Party verbunden, wenngleich er auch ein starker Unterstützer der Angebote der Irish Home Rule war.
Nach seiner Enttäuschung über die Ziele der Liberalen und der irischen Nationalisten nach dem Osteraufstand 1916 wurde er nach 1917 zum Unterstützer der 1905 von Arthur Griffith gegründeten Sinn Féin. Dies führte jedoch zu einem Ende seiner Mitgliedschaft im Unterhaus im Jahr 1918, nachdem er auf eine erneute Kandidatur zugunsten eines Sinn Féin-Kandidaten verzichtet hatte.
Wegen seines Rufes als Elder statesman wurde er 1922 Vorschlag sowohl von Großbritannien als auch von Irland zum ersten Generalgouverneur des Irischen Freistaates ernannt. Dieses Amt bekleidete er bis zu seinem Rücktritt 1927. Nachfolger wurde James McNeill.